# Державна служба України з питань захисту персональних даних
Держа́вна слу́жба Украї́ни з пита́нь за́хисту персона́льних да́них (скор. ДСЗПД) — колишній центральний орган виконавчої влади з питань захисту персональних даних, діяльність якого спрямовувалася і координувалася Кабінетом Міністрів України через Міністра юстиції України.

## Створення
Службу створено для реалізації державної політики у сфері захисту персональних даних, необхідність якої встановлено Законом України «Про захист персональних даних».
Основними завданнями ДСЗПД України були:
1. внесення пропозицій щодо формування державної політики у сфері захисту персональних даних;
2. реалізація державної політики у сфері захисту персональних даних;
3. контроль за додержанням вимог законодавства про захист персональних даних;
4. здійснення міжнародно-правового співробітництва у сфері захисту персональних даних.

ДСЗПД України входила до системи органів виконавчої влади, забезпечувала реалізацію державної політики у сфері захисту персональних даних.

## Ліквідація
Законом України «Про внесення змін до деяких законодавчих актів України щодо удосконалення системи захисту персональних даних», який набув чинності 1 січня 2014 року, з метою забезпечення незалежності уповноваженого органу з питань захисту персональних даних, як того вимагає Конвенція Ради Європи про захист осіб у зв'язку з автоматизованою обробкою персональних даних, повноваження щодо контролю за додержанням законодавства про захист персональних даних покладено на Уповноваженого Верховної Ради України з прав людини.
Постановою Кабінету Міністрів України від 10.09.2014 № 442 ДСЗПД була ліквідована.
Розпорядженням Кабінету Міністрів України від 30.10.2014 № 1052-р затверджено голову комісії з ліквідації ДСЗПД України та визначено завдання щодо проведення протягом шести місяців заходів з ліквідації ДСЗПД України.
Наказом ДСЗПД від 14.11.2014 № 23 затверджений склад ліквідаційної комісії та план заходів з ліквідації ДСЗПД України.
Повідомлення про припинення ДСЗПД України опубліковане у спеціалізованому друкованому засобі масової інформації «Бюлетень державної реєстрації юридичних осіб та фізичних осіб-підприємців» від 01.12.2014 № 302(32) за порядковим № 3805.